# Projecte educatiu singular
Els projectes singulars són experiències educatives per a alumnes de final de l'Educació Secundària Obligatòria (3r i 4t d'ESO) amb l'objectiu que assoleixin l'èxit escolar i una més gran satisfacció personal. La finalitat principal d'aquestes experiències és que els alumnes s'integrin en el sistema educatiu i adquireixin les competències bàsiques.
L'organització i el funcionament és similar al de les Aules obertes, de les quals els projectes singulars són els antecedents més directes (de fet, a partir de 2005 hom parla d'Aules obertes per referir-se a aquests Projectes). Combinen el treball acadèmic o curricular amb experiències o estades en el món laboral, sense finalitat professionalitzadora, les quals ajuden l'alumne a assolir les capacitats que necessita un ciutadà en acabar l'educació obligatòria. Tot i que es poden qualificar d'estratègies organitzatives per atendre la diversitat de l'alumnat, també poden ser vistes com a iniciació al món del treball. Els seus resultats més reeixits són, tanmateix, l'assoliment de l'èxit escolar (graduat d'ESO) per part d'un alt percentatge d'alumnes.
Els projectes singulars van néixer a l'Institut Baix Montseny de Sant Celoni el curs 1996-1997 amb el seu Projecte Ametista. En aquest institut es van dissenyar els plantejaments pedagògics, l'estructura organitzativa i l'avaluacio que s'han mantingut fins a la data d'avui de la mateixa manera. El curs 1996-1997 i el primer trimestre del curs següent es dissenya el projecte. El segon trimestre del curs 97-98 arrenca el Projecte Ametista, no sense dificultats i amb l'oposició inicial de l'inspector del centre per la manca, al seu entendre, de garanties de seguretat per a l'alumnat en la seva estada en les empreses col·laboradores; i de l'EAP que el considerava contrari a la idea de comprensivitat i, per tant, incomplidor del principis d'igualtat d'oportunitats. Només al produir-se la signatura del conveni entre el Departament d'Ensenyament i l'Ajuntament de Sant Celoni que donava aixopluc jurídic al Projecte Ametista i constatar-se el seu èxit educatiu, l'inspector del centre va proposar el projecte als centres de la seva àrea d'actuació en la comarca del Vallès Oriental (Sant Celoni, Santa Maria de Palautordera, Vall del Tenes, Les Franqueses del Vallès, Lliçà d'Amunt, Sant Feliu de Codines, La Garriga...), que el van integrar i adaptar molt majoritàriament en els seus projectes educatius.
Les principals experiències de Projectes singulars estan descrites a l'obra col·lectiva Projectes singulars a l'educació secundària obligatòria, publicada pel Consell Comarcal del Vallès Oriental (Granollers, 2004). I han estat estudiades per Ramon Coma i Dosrius en un treball per a una llicència d'estudis del Departament d'Educació que porta el títol de "Incidència dels projectes singulars de secundària en l'èxit escolar i la inserció social dels adolescents amb inadaptació"; i per Maria Teresa Ferrer i Fàbregas, al treball "Experiències educatives compartides entre els centres de secundària i altres institucions", per donar resposta a les necessitats educatives d'alumnes amb risc d'exclusió, en el tram final de la seva escolarització obligatòria.
La Fundació Cercle d'Economia, el 15 de maig del 2008, ha lliurat el primer premi d'ensenyament -un dels millor dotats econòmicament- al projecte singular TU POTS! de l'IES El Pedró de l'Escala. Els 10 alumnes participants consideren que "el veritable premi ha estat poder formar part d'aquest grup i disposar d'una nova oportunitat". Han dedicat un terç de l'horari lectiu al coneixement del món laboral gràcies als convenis subscrits entre el Departament d'Educació i l'Ajuntament de l'Escala amb els empresaris de la població (jardineria, perruqueria, immobiliària, restaurants, etc.).
Vegeu la premsa catalana que s'ha fet ressò de la notícia pel fet que la majoria d'aquests alumnes desmotivats i absentistes acaben l'ESO amb el títol de graduat guanyat pel seu esforç i interès i molts amb ganes de continuar estudiant.